# 阿部宏美
阿部 宏美（あべ ひろみ、1968年5月8日 - ）は、フリーアナウンサー、元ニッポン放送のアナウンサー。長女は第48期サンテレビガールズ、令和2年度(第68回)今宮戎神社福娘の佐々木実結。

## 来歴
兵庫県神戸市出身。兵庫県立兵庫高等学校を卒業。早稲田大学第一文学部卒業後の1991年4月、ニッポン放送に入社。学生時代、中学高校社会科教員免許を取得している。
1993年6月、ニッポン放送を退職。以後はフリーアナウンサーとして、阪神圏で地元関西を中心にテレビやラジオに出演。また、後に婚姻後に夫の仕事都合で愛知県に転居していた時には中京圏の放送局の番組にも出演していた。1女2男（双子）の子供がいる。
趣味は茶道（裏千家）、太極拳、料理。
楊名時太極拳の指導員、博物館学芸員、図書館司書の資格を持つ。
2024年11月3日、吹田市文化功労者表彰を受賞。

## 出演番組

### 現在

#### ラジオ
- 教えて！竹本先生（ラジオ大阪）2021年6月4日～

### 過去

#### ニッポン放送時代

##### ラジオ
- 玉置宏の笑顔でこんにちは!（アシスタント） - 1992年4月 - 1993年4月
- JOLF INFORMATION EXPRESS
- コンサート・イベント情報

#### フリー以後

##### テレビ
- 痛快!エブリデイ（関西テレビ）※アシスタント
- アタック600（関西テレビ）※メインキャスター - 1994年4月1日 - 1995年7月31日
- おはよう朝日です（朝日放送テレビ）※アシスタント - 1996年4月1日 - 1998年3月27日
- 速報!甲子園への道（朝日放送テレビ）※キャスター - 1994、95年
- うまいもんテレビ（サンテレビ）
- 原田伸郎のめざせ!パーゴルフ（サンテレビ）
- がんばろう!神戸（サンテレビ）
- 歯っぴいライフ(サンテレビ）
- 情報ライブ トゥー・ユー!（名古屋テレビ）

##### ラジオ
- 古今東西!浜村淳（TBSラジオ）※アシスタント - 1999年9月 - 2000年3月
- NEWSワンダーランド（ラジオ大阪）※アシスタント、水、木曜 - 2004年7月5日 - 2006年3月30日
- 浜村淳の茶屋町チャ・チャ・チャ（MBSラジオ）※アシスタント - 2006年4月9日 - 2006年10月1日
- ありがとう浜村淳です（MBSラジオ）※アシスタント、木、金曜 - 2006年10月 - 2008年9月
- 子守康範 朝からてんコモリ!（MBSラジオ）※アシスタント、月・火曜 - 2008年9月29日 - 2009年9月27日
- 歌のない歌謡曲（MBSラジオ）
- ☆日曜だけ開店☆ コンちゃんマーケット(MBSラジオ）※アシスタント - 2009年10月11日 - 2010年9月
- すみから月曜!太平サブロー（MBSラジオ）
- すみからすみまで愛なのね（MBSラジオ）※アシスタント - 1994年10月 - 1995年3月
- とびだせ!白銀（MBSラジオ）
- MBSサタデーボックス(MBSラジオ）
- MBSサンデーボックス(MBSラジオ）
- JR東海プレゼンツ　寺田一義の旅のEXパート（MBSラジオ）
- 川村龍一のラッキーリップス（ラジオ関西）
- 露の団六のニュース大通り（ラジオ関西）
- あなたとわたしの絵本の世界（ラジオ大阪） - 2018年4月7日 -
- どんどん歌謡曲（ラジオ大阪）
- 医療最前線（ラジオ大阪）